# Pelargonium albersii
Pelargonium albersii är en näveväxtart som beskrevs av M.Becker. Pelargonium albersii ingår i släktet pelargoner, och familjen näveväxter. Inga underarter finns listade i Catalogue of Life.